# Constance Wiel Schram
Constance Wiel Nygaard Schram, född Wiel Nygaard 27 september 1890 i Kristiania (nuvarande Oslo), död 18 september 1955 i Oslo, var en norsk författare, gift med Thomas Schram.
Schram, vars mor tillhörde den norska släkten Wiel, skrev historiska biografier över Bismarck (1916), Viktoria av Storbritannien (1922), Ludvig Napoleon (Keiserarven, 1926) och Florence Nightingale (1938) samt barnböcker från Nordnorge, exempelvis Truls på Lofoten (1927).